# Leslie (Arkansas)
Leslie – miasto w Stanach Zjednoczonych, w stanie Arkansas, w hrabstwie Searcy.